# Anarete taishanensis
Anarete taishanensis är en tvåvingeart som beskrevs av Mo och Xiao 2004. Anarete taishanensis ingår i släktet Anarete och familjen gallmyggor. Inga underarter finns listade i Catalogue of Life.